# Calle de Gilet
La calle de Gilet es una vía pública de la ciudad española de Sagunto.

## Descripción
La vía discurre desde la calle de José Lerma hasta las afueras de la ciudad, donde acaba yendo paralela al río Palancia.  Lleva el título porque conducía al municipio de Gilet. Aparece descrita en el Nomenclator de las calles, plazas y puertas antiguas y modernas de la ciudad de Sagunto (1901) de Antonio Chabret y Fraga con las siguientes palabras:

Gilet (carrer de). Empieza en la calle de Caballeros y termina en el camino de la travesa. Antes de urbanizarse esta calle era el camino que conducía á Gilet, como puede verse en diferentes establecimientos concidos opr los Jurados; pero en el siglo XVI, el trozo inmediato á la Puerta de Teruel, reciibó el nombre de esta puerta como lo refiere un notal de Miguel Ferrer: Luis de Sent Feliu, generós fa venta de una casa á Antoni Bustamant en la parroquia de Santana, en lo carrer vulgarment dit de la Porta de Terol, confronta ab cases de Naverduga, ab cases de Francés Prats e a part davant ab dit carrer e a part darrer ab lo mur. 1550. El otro extremo de esta calle lleva el nombre del camino de la travesa, por el azud ó presa construído en el cauce del río, para desviar las aguas hacia la Acequia de la Villa, que en valenciano llamaban travesa. Las casas de esta calle que están detrás del Convento de Santa Ana, las edificaron las monjas en 1754, con los lindes del camino de Gilet y la cequiola de los moros, (acueducto).
(Chabret y Fraga, 1901, p. 57)